# Aioli

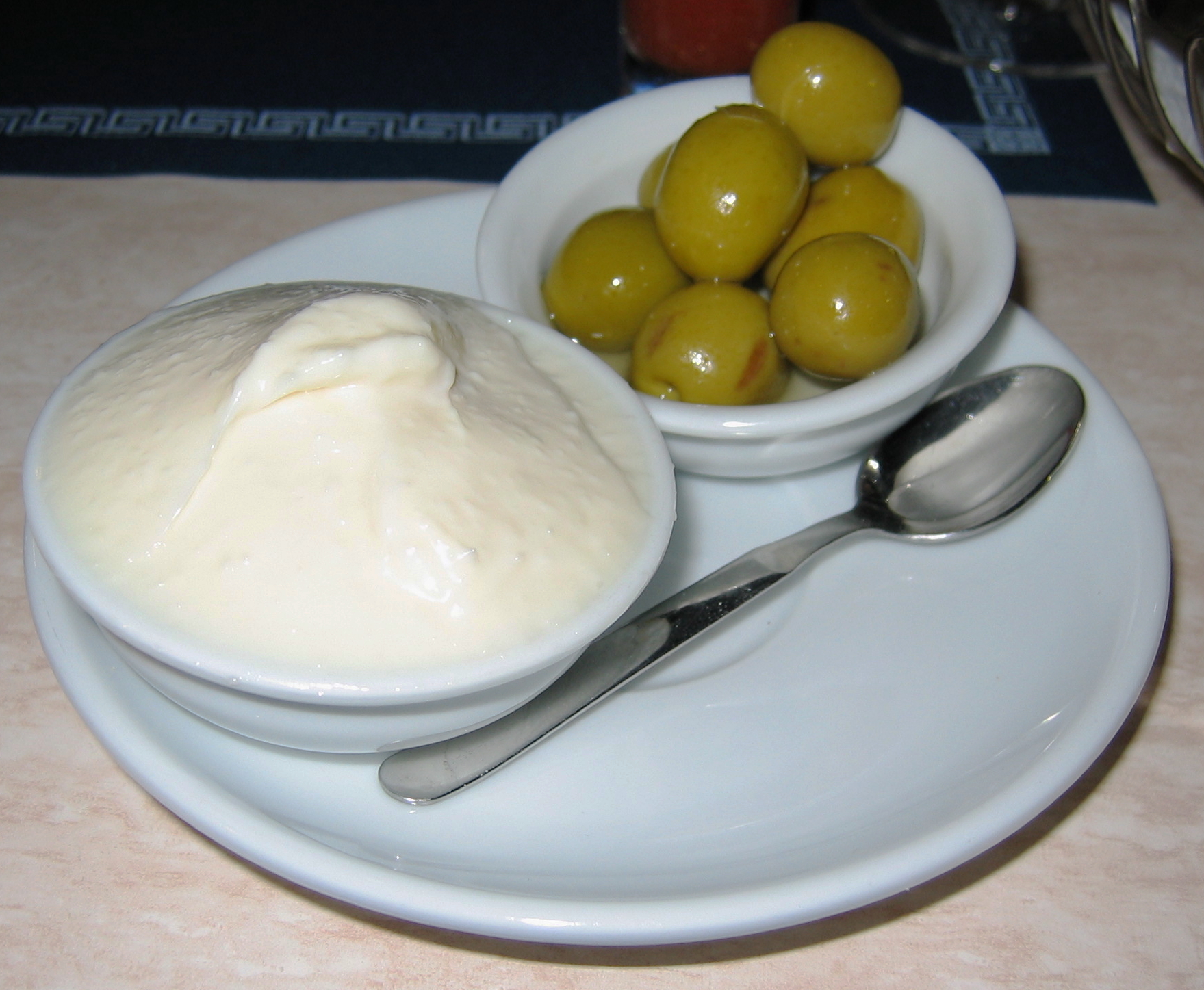
Aioli a olivy

Aioli (také allioli nebo aïoli, z okcitánského all i oli, česnek a olej) je česneková pasta pocházející ze západního Středomoří. Sestává především z česneku, olivového oleje a soli, jí se buď jako předkrm s olivami a chlebem, anebo se servíruje k masu, rybám a zelenině. Nejstarší recept se dochoval z roku 1024, ale v té době byla tato omáčka zřejmě již dávno na světě. Existují různé regionální varianty s dalšími přísadami.